# Ольшевка (Пшасниський повіт)
Ольшевка (пол. Olszewka) — село в Польщі, у гміні Єднорожець Пшасниського повіту Мазовецького воєводства.
Населення — 596 осіб (2011).
У 1975-1998 роках село належало до Остроленцького воєводства.

## Демографія
Демографічна структура станом на 31 березня 2011 року:
|          | Загалом | Допрацездатний вік | Працездатний вік | Постпрацездатний вік |
| -------- | ------- | ------------------ | ---------------- | -------------------- |
| Чоловіки | 313     | 81                 | 202              | 30                   |
| Жінки    | 283     | 62                 | 150              | 71                   |
| Разом    | 596     | 143                | 352              | 101                  |